# 千葉介
千葉介（ちばのすけ）とは、平安時代末期以後、千葉氏（下総国千葉郡千葉荘を本拠としていた武家）の家督が、下総権介（下総国の在庁官人）に任ぜられた以降、代々名乗った称号。

## 概要
千葉氏は、系譜上は平忠常の子・常将に由来するとされているが、記録上初めて確認できる千葉介は千葉常重もしくは千葉常胤である。康元元年（1456年）に下総守護職・千葉氏宗家は滅亡したものの、支流の下総千葉氏の当主が千葉介の称号を継承し、天正18年（1590年）に千葉重胤（あるいは千葉直重）が豊臣政権から所領を没収されて滅亡するまで存続した。
千葉介の「千葉」は彼らの本拠地でその名字の由来となった千葉郡・千葉荘のことであり、「介」は千葉氏の当主が下総国の在庁官人として下総権介の地位にあったことによる。大治5年（1130年）作成された『下総権介平朝臣経繁寄進状』（『櫟木文書』:『千葉県史料』中世編県外文書所収）に登場する平経繁は千葉常重の別名と考えられている。この時に成立した相馬御厨の支配を巡って永暦元年（1161年）に常重の子・常胤と佐竹義宗が争った時に、常胤も下総権介であった（ただし、常重の弟の海上常衡も下総権介であった可能性が高く、常重から常胤に権介が世襲された可能性は低い）。
この当時の地方の国衙は、知行国主及び守・大介などの高位の官人は在京しており、在庁官人の中の有力者が権介などに任じられて国内及び国衙の運営を行っていたとみられている。こうした中で朝廷が正規の手続で補任した介と区別する意味で本領地名と権介の地位を組み合わせた称号が誕生したと考えられている。
なお、類似の例に相模国の三浦氏家督が継承した「三浦介」などがあり、八介という。